# Gornji Dolac
 Ovo je glavno značenje pojma Gornji Dolac. Za bivše samostalno naselje pogledajte Gornji Dolac (Travnik, BiH).
Gornji Dolac je naselje u Splitsko-dalmatinskoj županiji. 

## Zemljopis
Nalazi u Gornjim Poljicima.

## Upravna organizacija
Gradsko je naselje grada Omiša po upravnoj organizaciji, iako je od samog naselja Omiša udaljeno nekoliko kilometara. 
Po poštanskoj organizaciji, pripada poštanskom uredu u Donjem Dolcu.

## Stanovništvo
Većinsko i jedino autohtono stanovništvo ovog sela su Hrvati.
| broj stanovnika | 401   | 374   | 328   | 474   | 502   | 504   | 587   | 569   | 507   | 530   | 476   | 379   | 234   | 196   | 156   | 119   | 107   |
|                 | 1857. | 1869. | 1880. | 1890. | 1900. | 1910. | 1921. | 1931. | 1948. | 1953. | 1961. | 1971. | 1981. | 1991. | 2001. | 2011. | 2021. |